# کومسومول (آتیراو)
کومسومول (قزاقی: Комсомол) یک منطقه مسکونی در قزاقستان است که در استان آتیرائو واقع شده‌است.